# جوزقه
جوزقه، روستایی در دهستان دهنه شیرین بخش مرکزی شهرستان بام و صفی‌آباد در استان خراسان شمالی ایران است.

## جمعیت
بر پایه سرشماری عمومی نفوس و مسکن در سال ۱۳۹۵، جمعیت این روستا برابر با ۱۰۳ نفر (۴۰ خانوار) بوده‌است.